# Fußball-Weltmeisterschaft 1982/Finalrunde
Die Finalspiele der Fußball-Weltmeisterschaft 1982:

## Übersicht

### Qualifizierte Teams
Durch ihre Ergebnisse in der 2. Finalrunde der Fußball-Weltmeisterschaft in Spanien hatten sich 4 Mannschaften für die Finalrunde qualifiziert:
| Gruppe A | Gruppe B          | Gruppe C   | Gruppe D      |
| -------- | ----------------- | ---------- | ------------- |
| 1. Polen | 1. BR Deutschland | 1. Italien | 1. Frankreich |

### Spielplan Finalrunde
|  | Halbfinale          | Halbfinale |            |   | Finale | Finale |
|  |                     |            |            |   |        |        |
|  | Polen               | 0          |            |   |        |        |
|  | Italien             | 2          |            |   |        |        |
|  |                     |            |            |   |        |        |
|  |                     |            |            |   |        |        |
|  | BR Deutschland      | 1          |            |   |        |        |
|  |                     | Italien    | 3          |   |        |        |
|  |                     |            |            |   |        |        |
|  | Spiel um Platz drei |            |            |   |        |        |
|  |                     |            | Polen      | 3 |        |        |
|  | BR Deutschland      | E3 (5)E    | Frankreich | 2 |        |        |
|  | Frankreich          | 3 (4)      |            |   |        |        |

E Sieg nach Elfmeterschießen

## Halbfinale

### Polen – Italien 0:2 (0:1)
| Polen                                                         | Polen | Italien | Italien |
| ------------------------------------------------------------- | --- | --- | ------- |
| Polen                                                         | \| 1. Halbfinale \| \| Donnerstag, 8. Juli 1982 um 17:15 Uhr in Barcelona (Camp Nou) \| \| Zuschauer: 50.000 \| \| Schiedsrichter: Juan Daniel Cardellino ( Uruguay) \| \| Spielbericht \|                                                                            | \| 1. Halbfinale \| \| Donnerstag, 8. Juli 1982 um 17:15 Uhr in Barcelona (Camp Nou) \| \| Zuschauer: 50.000 \| \| Schiedsrichter: Juan Daniel Cardellino ( Uruguay) \| \| Spielbericht \|                                                                         | Italien |
| Polen                                                         | Józef Młynarczyk – Władysław Żmuda – Marek Dziuba, Paweł Janas, Stefan Majewski – Andrzej Buncol, Waldemar Matysik, Janusz Kupcewicz, Włodzimierz Ciołek (46. Andrzej Pałasz) – Grzegorz Lato, Włodzimierz Smolarek (77. Marek Kusto) Cheftrainer: Antoni Piechniczek | Dino Zoff – Gaetano Scirea – Giuseppe Bergomi, Fulvio Collovati, Antonio Cabrini – Bruno Conti, Gabriele Oriali, Giancarlo Antognoni (28. Giampiero Marini), Marco Tardelli – Paolo Rossi, Francesco Graziani (70. Alessandro Altobelli) Cheftrainer: Enzo Bearzot | Italien |
| Polen                                                         | 0:1 Rossi (22.) 0:2 Rossi (73.) | | Italien |
| Polen                                                         | Majewski (43.), Żmuda (51.), Smolarek (57.) | Collovati (57.) | Italien |
| 1. Halbfinale                                                 | | |         |
| Donnerstag, 8. Juli 1982 um 17:15 Uhr in Barcelona (Camp Nou) | | |         |
| Zuschauer: 50.000                                             | | |         |
| Schiedsrichter: Juan Daniel Cardellino ( Uruguay)             | | |         |
| Spielbericht                                                  | | |         |

### BR Deutschland – Frankreich3:3n.V.(1:1, 1:1), 5:4i.E.
| BR Deutschland                                                                   | BR Deutschland | Frankreich | Frankreich |
| -------------------------------------------------------------------------------- | --- | --- | ---------- |
| BR Deutschland                                                                   | \| 2. Halbfinale \| \| Donnerstag, 8. Juli 1982 um 21:00 Uhr in Sevilla (Estadio Ramón Sánchez Pizjuán) \| \| Zuschauer: 70.000 \| \| Schiedsrichter: Charles Corver ( Niederlande) \| \| Spielbericht \|                                                             | \| 2. Halbfinale \| \| Donnerstag, 8. Juli 1982 um 21:00 Uhr in Sevilla (Estadio Ramón Sánchez Pizjuán) \| \| Zuschauer: 70.000 \| \| Schiedsrichter: Charles Corver ( Niederlande) \| \| Spielbericht \|                                                  | Frankreich |
| BR Deutschland                                                                   | Toni Schumacher – Uli Stielike – Manfred Kaltz , Karlheinz Förster, Bernd Förster – Wolfgang Dremmler, Hans-Peter Briegel (97. Karl-Heinz Rummenigge) – Felix Magath (73. Horst Hrubesch), Paul Breitner – Klaus Fischer, Pierre Littbarski Cheftrainer: Jupp Derwall | Jean-Luc Ettori – Marius Trésor – Manuel Amoros, Gérard Janvion, Maxime Bossis – Alain Giresse, Jean Tigana, Michel Platini , Bernard Genghini (50. Patrick Battiston / 60. Christian Lopez) – Dominique Rocheteau, Didier Six Cheftrainer: Michel Hidalgo | Frankreich |
| BR Deutschland                                                                   | 1:0 Littbarski (17.) 2:3 Rummenigge (102.) 3:3 Fischer (108.) | 1:1 Platini (26., Foulelfmeter) 1:2 Trésor (92.) 1:3 Giresse (98.) | Frankreich |
| BR Deutschland                                                                   | Elfmeterschießen | | Frankreich |
| BR Deutschland                                                                   | 1:1 Kaltz 2:2 Breitner 2:3 Stielike scheitert an Ettori 3:3 Littbarski 4:4 Rummenigge 5:4 Hrubesch | 0:1 Giresse 1:2 Amoros 2:3 Rocheteau 2:3 Six scheitert an Schumacher 3:4 Platini 4:4 Bossis scheitert an Schumacher | Frankreich |
| BR Deutschland                                                                   | B. Förster (46.) | Giresse (35.), Genghini (40.) | Frankreich |
| 2. Halbfinale                                                                    | | |            |
| Donnerstag, 8. Juli 1982 um 21:00 Uhr in Sevilla (Estadio Ramón Sánchez Pizjuán) | | |            |
| Zuschauer: 70.000                                                                | | |            |
| Schiedsrichter: Charles Corver ( Niederlande)                                    | | |            |
| Spielbericht                                                                     | | |            |

## Spiel um Platz 3

### Polen – Frankreich 3:2 (2:1)
| Polen                                                                     | Polen | Frankreich | Frankreich |
| ------------------------------------------------------------------------- | --- | --- | ---------- |
| Polen                                                                     | \| Spiel um Platz 3 \| \| Samstag, 10. Juli 1982 um 20:00 Uhr in Alicante (Estadio José Rico Pérez) \| \| Zuschauer: 28.000 \| \| Schiedsrichter: António Garrido ( Portugal) \| \| Spielbericht \|                                          | \| Spiel um Platz 3 \| \| Samstag, 10. Juli 1982 um 20:00 Uhr in Alicante (Estadio José Rico Pérez) \| \| Zuschauer: 28.000 \| \| Schiedsrichter: António Garrido ( Portugal) \| \| Spielbericht \|                                             | Frankreich |
| Polen                                                                     | Józef Młynarczyk – Władysław Żmuda – Marek Dziuba, Paweł Janas, Stefan Majewski – Grzegorz Lato, Waldemar Matysik (46. Roman Wójcicki), Janusz Kupcewicz, Andrzej Buncol – Zbigniew Boniek, Andrzej Szarmach Cheftrainer: Antoni Piechniczek | Jean Castaneda – Marius Trésor – Manuel Amoros, Philippe Mahut, Gérard Janvion (64. Christian Lopez) – René Girard, Jean Tigana (80. Didier Six), Jean-François Larios – Alain Couriol, Gérard Soler, Bruno Bellone Cheftrainer: Michel Hidalgo | Frankreich |
| Polen                                                                     | 1:1 Szarmach (40.) 2:1 Majewski (44.) 3:1 Kupcewicz (46.) | 0:1 Girard (13.) 3:2 Couriol (72.) | Frankreich |
| Polen                                                                     | Buncol (62.), Wójcicki (71.) | Soler (79.) | Frankreich |
| Spiel um Platz 3                                                          | | |            |
| Samstag, 10. Juli 1982 um 20:00 Uhr in Alicante (Estadio José Rico Pérez) | | |            |
| Zuschauer: 28.000                                                         | | |            |
| Schiedsrichter: António Garrido ( Portugal)                               | | |            |
| Spielbericht                                                              | | |            |

## Finale

### Italien – BR Deutschland 3:1 (0:0)
| Italien                                                                   | Italien | BR Deutschland | BR Deutschland | Aufstellung                              |
| ------------------------------------------------------------------------- | --- | --- | -------------- | ---------------------------------------- |
| Italien                                                                   | \| Finale \| \| Sonntag, 11. Juli 1982 um 20:00 Uhr in Madrid (Estadio Santiago Bernabéu) \| \| Zuschauer: 90.000 \| \| Schiedsrichter: Arnaldo Cézar Coelho ( Brasilien) \| \| Spielbericht \|                                                            | \| Finale \| \| Sonntag, 11. Juli 1982 um 20:00 Uhr in Madrid (Estadio Santiago Bernabéu) \| \| Zuschauer: 90.000 \| \| Schiedsrichter: Arnaldo Cézar Coelho ( Brasilien) \| \| Spielbericht \|                                                                     | BR Deutschland | Aufstellung Italien gegen BR Deutschland |
| Italien                                                                   | Dino Zoff – Gaetano Scirea – Claudio Gentile, Fulvio Collovati, Antonio Cabrini – Gabriele Oriali, Giuseppe Bergomi, Marco Tardelli – Bruno Conti, Paolo Rossi, Francesco Graziani (7. Alessandro Altobelli / 89. Franco Causio) Cheftrainer: Enzo Bearzot | Toni Schumacher – Uli Stielike – Bernd Förster, Karlheinz Förster, Hans-Peter Briegel – Manfred Kaltz, Paul Breitner, Wolfgang Dremmler (62. Horst Hrubesch) – Karl-Heinz Rummenigge (70. Hansi Müller), Klaus Fischer, Pierre Littbarski Cheftrainer: Jupp Derwall | BR Deutschland | Aufstellung Italien gegen BR Deutschland |
| Italien                                                                   | 1:0 Rossi (57.) 2:0 Tardelli (69.) 3:0 Altobelli (81.) | 3:1 Breitner (83.) | BR Deutschland | Aufstellung Italien gegen BR Deutschland |
| Italien                                                                   | Conti (31.), Oriali (73.) | Dremmler (61.), Stielike (73.), Littbarski (88.) | BR Deutschland | Aufstellung Italien gegen BR Deutschland |
| Italien                                                                   | Cabrini schießt Foulelfmeter neben das Tor (26.) | | BR Deutschland | Aufstellung Italien gegen BR Deutschland |
| Finale                                                                    | | |                |                                          |
| Sonntag, 11. Juli 1982 um 20:00 Uhr in Madrid (Estadio Santiago Bernabéu) | | |                |                                          |
| Zuschauer: 90.000                                                         | | |                |                                          |
| Schiedsrichter: Arnaldo Cézar Coelho ( Brasilien)                         | | |                |                                          |
| Spielbericht                                                              | | |                |                                          |